# Sarah McKenna
Pour les articles homonymes, voir McKenna.

a Compétitions nationales et continentales officielles uniquement.

b Matchs officiels uniquement.
Sarah McKenna, née le 23 mars 1989 à Harpenden (Angleterre), est une joueuse internationale anglaise de rugby à XV et internationale de rugby à sept évoluant au poste d'arrière.

## Biographie
Sarah McKenna naît le 23 mars 1989. En 2022, elle évolue en club aux Saracens. Elle compte 42 sélections en équipe d'Angleterre quand elle est retenue en septembre 2022 pour disputer la Coupe du monde de rugby à XV en Nouvelle-Zélande sous les couleurs de son pays.